# ウィルソン・マトス
ウィルソン・マヌエル・マトス（Wilson Manuel Matos , 1988年4月10日 - ）は、ドミニカ共和国出身の元プロ野球選手（投手）。右投右打。NPBでは育成選手であった。

## 経歴
2006年にフロリダ・マーリンズと契約してプロ入り。
2008年までは傘下ルーキー級でプレーし、2009年は傘下ショートシーズンA級ジェームズタウン・ジャマーズで20試合に登板、2勝1敗2セーブ、防御率4.10の成績を残したが、2010年3月22日にリリースされた。翌日にボストン・レッドソックスとマイナー契約を結び、2010年は傘下ショートシーズンA級ローウェル・スピナーズで19試合登板、1勝5敗2セーブ、防御率4.39の成績を残した。
2011年はセントルイス・カージナルス傘下に所属していたが、6月12日、オリックス・バファローズが育成選手として契約することを発表した。
二軍では5試合6イニングに登板して0勝0敗、防御率1.50に終わり、11月3日に戦力外通告を受け、11月7日に自由契約公示された。

## 詳細情報

### 年度別投手成績
- 一軍公式戦出場なし

### 背番号
- 118（2011年）